# آرت هيمان
آرت هيمان (بالإنجليزية: Art Heyman)‏ مواليد 24 يونيو 1941 في نيويورك - الوفاة 27 أغسطس 2012، كان لاعب كرة سلة أمريكي. بدأ مسيرته الاحترافية في سنة 1963. تم اختياره من قبل فريق نيويورك نيكس خلال الدرافت. بلغ طوله 6 قدم 5 بوصة (2.0 م). اعتزل اللعب في 1970.

## المسيرة الاحترافية
لعب مع نيويورك نيكس من سنة 1963 إلى 1965، ثم لعب مع سكرامنتو كينغز في سنة 1965، ثم لعب مع فيلادلفيا سفنتي سيكسرز في موسم 1965–1966، ثم لعب مع بروكلين نتس في موسم 1967–68 .

## روابط خارجية
- آرت هيمان على موقع IMDb (الإنجليزية)
- آرت هيمان على موقع إن بي أي (الإنجليزية)
- آرت هيمان على موقع سبورتس رفرنس (الإنجليزية)
- آرت هيمان على موقع كلية كرة السلة في سبورتس رفرنس.كوم (الإنجليزية)
- آرت هيمان على موقع ريلجم (الإنجليزية)
- آرت هيمان على موقع بروبوليرز (الإنجليزية)